# Bitva u Vogéz
Bitva u Vogéz se odehrála v roce 58 př. n. l. mezi římskými legiemi Julia Caesara a germánskou koalicí Svébů, Markomanů, Nemetů vedenou Ariovistem. K bitvě došlo jižně od hornatého pásma Vogézy, nedaleko dnešního města Mylhúzy. Julius Caesar svým vítězstvím donutil Germány k ústupu zpět na pravý břeh řeky Rýn do Germánie.

## Předehra
Ariovistus získal po vítězství v bitvě u Magerobrigy velký vliv, prohlásil se králem a začal si nárokovat další území v Galii. Poražení Aeduové, spojenci Římanů vyslali do Říma druida Diviciaca, který si stěžoval na Ariovista a na jeho rozpínavost v Galii. Římský senát přesto v roce 59 př. n. l. uznal Ariovista jako „krále a přítele“ Říma. Julius Caesar, ale pozval Ariovista do Říma na konferenci, ten tuto nabídku odmítl a vzkázal Caesarovi, když s ním chce mluvit, ať přijde on k němu do Galie. S Ariovistovou odpovědí se Caesarovi donesly i další informace od galských zvědů o tom, že 100 jednotek Charudů pod vedením bratrů Nasua a Cimberia se chystá překročit řeku Rýn a expandovat na další území v Galii. Julius Caesar si patrně uvědomil, že germánská rozpínavost by mohla ohrozit římské zájmy v Galii. Proto po obdržení těchto zpráv, se rozhodl vytáhnout proti Germánům a vypudit je z Galie zpět na druhý břeh řeky Rýn do Germánie.

## Bitva
Julius Caesar v té době byl v blízkosti oppida Bibracte (nedaleko Autun), kde porazil kmen Helvéců a kmen Bójů. Po zprávách o germánské expanzi do Galie se rozhodl pro pochod údolím řeky Saôny východním směrem k oppidu Vesontio. Ariovistus byl zkušený vojevůdce a pravděpodobně i on vyhodnotil Vesontio v údolí řeky Doubs, jako strategické místo a tak se vydal směrem k Vesontiu, vstříc Caesarovi. Caesar spoléhající se pravděpodobně na informace Galů do Vesontia dorazil první a založil si zde hlavní základnu. V té době se potýkal s nedostatečnou disciplínou svých legií, které podléhaly panice. Legionáři zpanikařili, protože se jim donesly zprávy, že Germáni jsou zuřiví a statní válečníci. Caesar rozhlásil, že v následujících dnech počítá jen s X. legií o jejíž statečnosti nemá pochybnosti, chtěl tím vyvolat fanatickou loajalitu X. legie a zahanbit ostatní jednotky, což vyvolalo rivalitu a odhodlání bojovat i v ostatních jednotkách. Ariovistus se pravděpodobně dozvěděl o římské přítomnosti ve Vesontiu, protože přestal postupovat vstříc Caesarovi a vyčkával nedaleko dnešního města Mylhúzy. Caesar nezvolil taktiku vyčkávání a s pomocí galského průvodce Diviciaca pokračoval dál po západní straně údolí řeky Doubs, přes území keltských spojenců. Bylo to bezpečnější, protože je pravděpodobné, že v té době od oppidia Vesontio směrem k Belfortu a Mylhúzám při horském pásmu Vogézy nebyly žádné římské silnice. Po příchodu Caesara vyslal Ariovistus do jeho tábora vyslance, kteří sjednali schůzku. Bylo ujednáno, že se setkají na kopci mezi tábory, doprovázeni pouze kavalérií. Julius Caesar nechal posadit vojáky X. legie na koně. Legionáři mezi sebou vtipkovali, že Caesar povýšil X. legii do jezdeckého stavu. Následně došlo k setkání pouze vojevůdců a jejich strážných kavalérií na kopci mezi tábory. Oba prezentovali a obhajovali své pohledy a názory a ani jeden nechtěl ustoupit ze svých postojů. Caesar se soustředil na římské zájmy. Ariovistus se snažil tvrdit, že Aeduové napadli jeho kmen a nikoliv naopak. Nakonec Ariovistus označil oficiální římské přátelství za podvod a prohlásil, že by mohl získat opravdové přátelství mnoha vlivných Římanů, kdyby Caesara zabil. Caesar musel nakonec se svými tělesnými strážci uniknout, protože germánská kavalérie se snažila vyvolat potyčku. Příští den Ariovistus pozval Caesara na další jednání. Caesar nedůvěřoval a tak poslal dva mladší důstojníky, Gaia Valeria Procilla a Marca Mettia, kteří byli Ariovistem zajati a odvlečeni do germánského tábora.
V následujících několika dnech se Germáni snažili vyvolávat malé potyčky. Julius Caesar ve svých spisech tvrdil, že germánská strana neútočila v plné síle, protože jejich moudré ženy věštily, že by se neměly účastnit bitvy před novým měsícem. Caesar nevyčkával a nakonec zaútočil na nejslabší část germánského postavení. Germáni na to zareagovali tak rychle, že Římané proti nim nestačili ani použít pilum a ihned museli přejít na boj s meči. Římané byli z počátku úspěšnější a tak se Germáni stočili do falangy. Jejich taktika byla úspěšná, protože Římané začali ustupovat. V boji důstojník kavalérie Publius Licinius Crassus měl výhodné postavení, odkud měl výhled na celé bojiště a rychle pochopil co se děje. Z vlastního podnětu nasměroval a následně nařídil římské pěchotě v záloze k útoku. Germánské postavení bylo rychle rozbito a Germáni se dali na útěk k Rýnu, který byl vzdálený přibližně 20 kilometrů. Některým Germánům, včetně samotného Ariovista, se podařilo uprchnout a lodí přeplout nebo přeplavat na druhý břeh řeky Rýn. Zbývající Germáni byli dostižení a zabití římskou jízdou, včetně obou Ariovistových žen a jedné z jeho dcer. Druhá dcera padla do římského zajetí. Oba Caesarovi vyslanci byli osvobození bez úhony. Později Caesara informovali o Germánech, kteří v jejich přítomnosti diskutovali.

## Po bitvě
Julius Caesar dal Germánům tímto jasný vzkaz, Galie bude římskou provincií. Ihned po bitvě se germánští spojenci Ariovista od Svébů distancovali a následně si kupovali od Římanů mír tím, že se zavázali postavit se na stranu Říma proti Svébům. Za pouhých pár dnů byla Svébům znemožněna jakákoliv možnost se vrátit k Rýnu. Ariovistovi se podařilo uniknout, ale je nepravděpodobné, že si zachoval vedoucí postavení mezi Svéby. Když byli Usipetové a Tencterové v roce 55 př. n. l. vyhnáni z území Svébů, tak o Ariovistovi nepřinesli žádné zprávy. Koncem roku 54 př. n. l. byl pravděpodobně již mrtvý. Jeho úmrtí způsobili rozhořčení Germáni. Jak zemřel není známo. Tacitus poznamenal, že germánští uprchlíci, kteří v bitvě opustili svůj kmen, byli považováni za hanebné zrádce a dezertéry, tací byli většinou pověšení a zbabělci utopení.
Galie se stala během galských válek římskou provincií, tím nastala postupná romanizace území západně od Rýna. Naopak pravý břeh Rýna zůstal v rukách Germánů a Římanům se nikdy nepodařilo toto území trvale osídlit, proto na území východně od Rýna nastala postupná germanizace.